# Очлокні (Джорджія)
Очлокні (англ. Ochlocknee) — місто (англ. town) в США, в окрузі Томас штату Джорджія. Населення — 672 особи (2020).

## Географія
Очлокні розташоване за координатами 30°58′32″ пн. ш. 84°3′2″ зх. д. / 30.97556° пн. ш. 84.05056° зх. д. (30.975437, -84.050639).  За даними Бюро перепису населення США в 2010 році місто мало площу 2,47 км², з яких 2,40 км² — суходіл та 0,07 км² — водойми.

## Демографія
Згідно з переписом 2010 року, у місті мешкало 676 осіб у 247 домогосподарствах у складі 173 родин. Густота населення становила 273 особи/км².  Було 296 помешкань (120/км²).
Расовий склад населення:
| - 66,0 % — білих - 30,8 % — чорних або афроамериканців - 1,0 % — корінних американців - 0,1 % — вихідців з тихоокеанських островів - 1,3 % — осіб інших рас |

До двох чи більше рас належало 0,7 %. Частка іспаномовних становила 3,6 % від усіх жителів.
За віковим діапазоном населення розподілялося таким чином: 28,0 % — особи молодші 18 років, 57,2 % — особи у віці 18—64 років, 14,8 % — особи у віці 65 років та старші. Медіана віку мешканця становила 36,0 року. На 100 осіб жіночої статі у місті припадало 94,8 чоловіків;  на 100 жінок у віці від 18 років та старших — 84,5 чоловіків також старших 18 років.
Середній дохід на одне домашнє господарство  становив 38 255 доларів США (медіана — 33 182), а середній дохід на одну сім'ю — 46 736 доларів (медіана — 35 000). Медіана доходів становила 32 011 долар для чоловіків та 34 583 долари для жінок. За межею бідності перебувало 42,4 % осіб, у тому числі 53,7 % дітей у віці до 18 років та 5,9 % осіб у віці 65 років та старших.
Цивільне працевлаштоване населення становило 191 осіб. Основні галузі зайнятості: освіта, охорона здоров'я та соціальна допомога — 31,4 %, виробництво — 17,8 %, роздрібна торгівля — 11,0 %, будівництво — 9,9 %.